# Vanilla organensis
Vanilla organensis är en orkidéart som beskrevs av Robert Allen Rolfe. Vanilla organensis ingår i släktet Vanilla och familjen orkidéer. Inga underarter finns listade i Catalogue of Life.